# Bob Wood (homme politique ontarien)
Pour les articles homonymes, voir Bob Wood et Wood.
Robert "Bob" Wood (né le 10 octobre 1949) est un homme politique provincial canadien de l'Ontario. Il représente les circonscriptions de London-Sud et de London-Ouest à titre de député du Parti progressiste-conservateur de l'Ontario de 1995 à 2003.

## Biographie
Née à London en Ontario, Wood étudie en droit à l'Université Western Ontario d'où il sort diplômé en 1970. Pratiquant le droit à London après sa graduation, il devient propriétaire de la firme Walker and Wood. Il sert aussi au conseil des gestionnaires de la cathédrale St. Paul's  de London et président du conseil d'administration de la Western Ontario Therapeutic Community Hostel.

## Carrière politique
Candidat dans la circonscription de London-Sud en 1990, il termine troisième derrière la libérale Elizabeth Joan Smith et le néo-démocrate David Winninger. À nouveau candidat en 1995, il est facilement élu contre ces deux précédents adversaires. Réélu en 1999, il devient le représentant de la nouvelle circonscription de London-Ouest.
Wood est considéré comme un franc-tireur de l'aile droite du caucus du PC. Au niveau fédéral, il supporte le Parti réformiste du Canada et présente des convictions sociales conservatrices sur plusieurs points, dont l'avortement. Durant son premier mandat, il introduit un projet de loi privé imposant une période d'attente de 45 jours pour les couples désirant se marier, à moins qu'ils suivent une thérapie de huit heures. Il critique également l'octroi d'une subvention du gouvernement à Anti-Racist Action (en) en 1999, car il jugeait l'organisation gauchiste et prônant la violence. Ceci explique probablement les raisons expliquant pourquoi Wood n'a jamais été nommé au cabinet de Mike Harris ou d'Ernie Eves.
Wood est défait par la libérale Chris Bentley, élu par une majorité dépassant 10 000 voix en 2003. Demeurant en politique active dans la région de London, il critique le gouvernement libéral de Dalton McGuinty en novembre 2004 pour sa gestion du Centre hospitalier de London.
Il soutient la candidature de Frank Klees lors de la course à la chefferie du PC en 2004.